# Новинка (Киришский район)
Новинка — деревня в Пчевском сельском поселении Киришского района Ленинградской области.

## История
Деревня Новинка упоминается на карте Санкт-Петербургской губернии Ф. Ф. Шуберта 1834 года.

НОВИНКА — деревня принадлежит Казённому ведомству, число жителей по ревизии: 45 м. п., 52 ж. п. (1838 год)

Деревня Новинка обозначена на специальной карте западной части России Ф. Ф. Шуберта 1844 года.

НОВИНКА — деревня Ведомства государственного имущества, по просёлочной дороге, число дворов — 19, число душ — 41 м. п. (1856 год)

НОВИНКА — деревня казённая при колодце, число дворов — 22, число жителей: 54 м. п., 64 ж. п.. (1862 год)

Согласно епархиальным сведениям 1899 года деревня относилась к приходу Предтеченской (ранее Николаевского Городицкого погоста) церкви в селе Мотохово.
В конце XIX века деревня административно относилась ко 2-му стану Новоладожского уезда Санкт-Петербургской губернии, в начале XX века — к Городищенской волости 5-го земского участка 1-го стана.
По данным «Памятной книжки Санкт-Петербургской губернии» за 1905 год деревня Новинка входила в состав Мотоховского сельского общества.

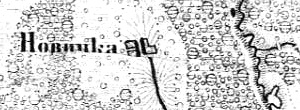
Деревня Новинка на карте 1915 года

В 1917 году деревня входила в состав Городищенской волости Новоладожского уезда.
С 1917 по 1922 год деревня Новинка входила в состав Дуняковского сельсовета Захожской волости.
С 1922 года в составе Мотоховского сельсовета Глажевской волости Волховского уезда.
Согласно данным переписи населения СССР 1926 года в деревне Новинка проживали 155 человек — все русские. 
С 1927 года в составе Андреевского района.
С 1928 года в составе Захожского сельсовета. В 1928 году население деревни Новинка также составляло 155 человек.
С 1931 года в составе Киришского района. В 1931 году в деревне был организован колхоз «Ударник».
С 1932 года вновь в составе Мотоховского сельсовета. Согласно карте Ленинградской области Северо-западного аэрогеодезического треста ГГУ издания 1932 года деревня насчитывала 17 крестьянских дворов.
По данным 1933 года деревня называлась Новиночка и входила в состав Захожского сельсовета Киришского района.

План деревни Новинка. 1937 год

Согласно топографической карте РККА 1937 года деревня насчитывала 31 крестьянский двор. В деревне находась часовня, работал колхоз «Ударник». 
Согласно данным переписи населения СССР 1939 года в деревне Новинка проживали 40 мужчин и 69 женщин, всего 109 человек.
С 1963 года в составе Волховского района.
С 1965 года вновь составе Киришского района. В 1965 году население деревни Новинка составляло 35 человек.
По данным 1966 года деревня Новинка также входила в состав Мотоховского сельсовета.
По данным 1973 и 1990 годов деревня Новинка входила в состав Пчевского сельсовета.
В 1997 году в деревне Новинка Пчевской волости проживали 11 человек, в 2002 году — 6 (все русские).
В 2007 году в деревне Новинка Пчевского СП — также 6 человек, в 2010 году — 13.

## География
Деревня расположена в северной части района на автодороге 41К-549 (Пчева — Дубняги).
Расстояние до административного центра поселения — 17 км.
Расстояние до ближайшей железнодорожной станции Глажево — 26 км.
Деревня находится на левом берегу реки Чёрная.

## Демография
| 1838 | 1862 | 1928 | 1965 | 1997 | 2002 | 2007 |
| ---- | ---- | ---- | ---- | ---- | ---- | ---- |
| 97   | ↗118 | ↗155 | ↘35  | ↘11  | ↘6   | →6   |
| 2010 | 2017 |      |      |      |      |      |
| ↗13  | ↘6   |      |      |      |      |      |

### Национальный состав
Согласно данным Всероссийской переписи населения 2021 года в деревне проживали 6 человек, все русские.